# Schweighouse-sur-Moder
Schweighouse-sur-Moder (pronuncia /ʃvaiɡuz syʁ modɛʁ/; Schweighausen in tedesco,Schweighüse in dialetto alsaziano) è un comune francese di 4 983 abitanti situato nel dipartimento del Basso Reno nella regione del Grand Est. Fino all’8 settembre 1949 il nome della cittadina fu Schweighausen.

## Società

### Evoluzione demografica
Abitanti censiti

## Amministrazione

### Gemellaggi
- Marano Lagunare